# Mentque-Nortbécourt
Mentque-Nortbécourt település Franciaországban, Pas-de-Calais megyében. Lakosainak száma 653 fő (2022. január 1.). Mentque-Nortbécourt Nort-Leulinghem, Acquin-Westbécourt, Bayenghem-lès-Éperlecques, Éperlecques, Houlle, Moringhem és Tournehem-sur-la-Hem községekkel határos.

## Népesség
A település népességének változása:
| Lakosok száma | 630  | 649  | 672  | 651  | 644  | 637  | 647  | 650  | 653  |
|               | 2013 | 2015 | 2016 | 2017 | 2018 | 2019 | 2020 | 2021 | 2022 |